# Erasmuspark

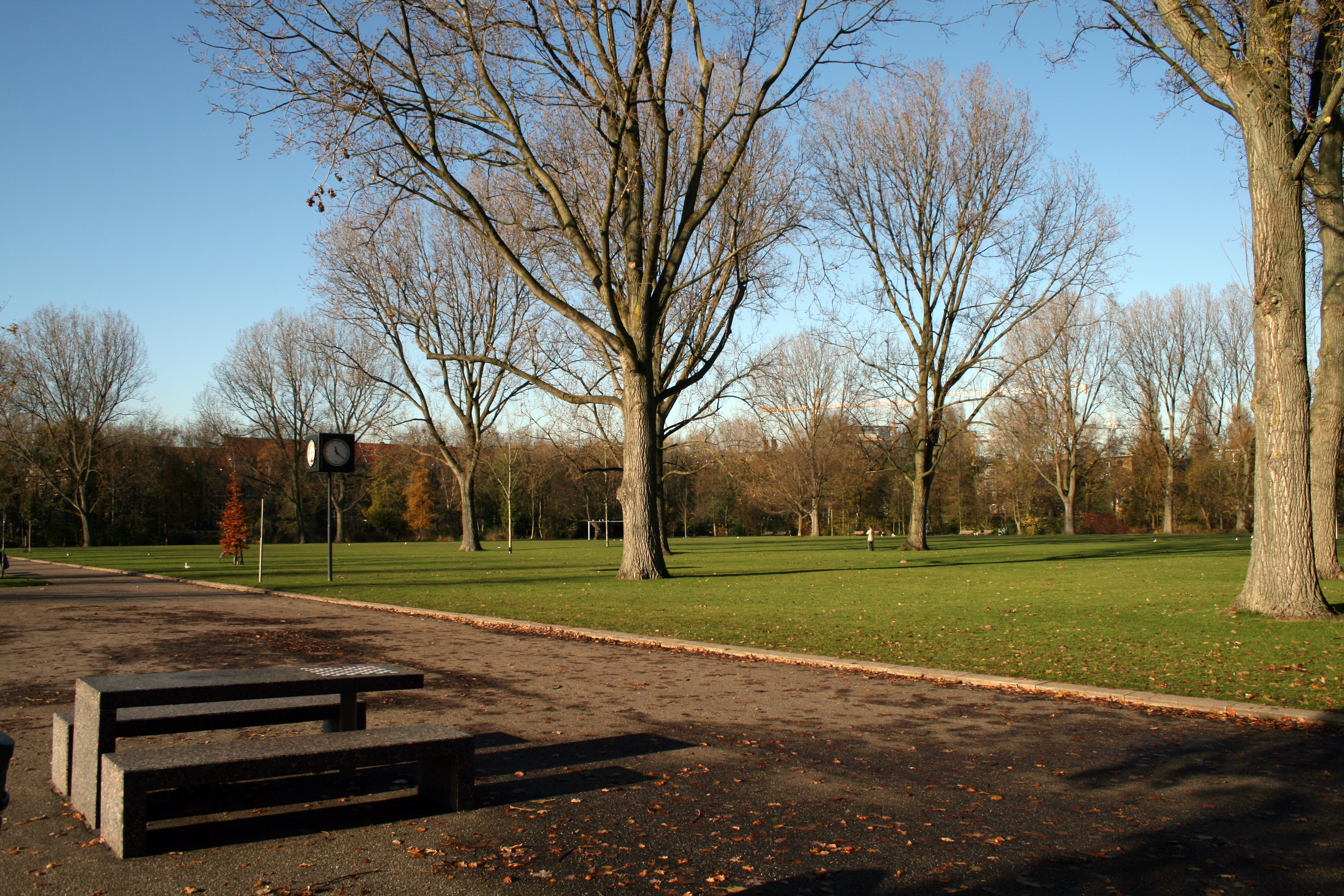
Erasmuspark met thermometer/klok (november 2007)

Het Erasmuspark is een stadspark in Amsterdam-West. Het is tevens de naam van de buurt waarin het ligt.

## Ligging
Het park wordt omschreven als landschappelijk gebied, dat het in wezen ook altijd geweest is. Tot het begin van de 20e eeuw lag hier agrarisch gebied, dat tot de annexatie in 1921 onder de gemeente Sloten viel. Het landschap werd gekenmerkt door lange sloten met rechthoekige percelen, veenweidegebied. Bij de definitieve aanleg bleef het park een niet-opgehoogd groengebied binnen een ringsloot. Van welke kant het park benaderd wordt, men moet altijd de diepte in. In 2022 ligt het op -2,70 NAP.
Het park grenst in het oosten aan de Admiralengracht (oostzijde van het park), de Erasmusgracht (noord), de Mercatorstraat (west) en de Jan van Galenstraat (zuid). De hoofdingang is al sinds de aanleg aan de Jan van Galenstraat, tegenover de Vespuccistraat.

## Geschiedenis
Sinds de annexatie in 1921 van de gemeente Sloten door de gemeente Amsterdam ligt het binnen deze gemeente. Amsterdam had terrein en bebouwing nodig voor de almaar groeiende bevolking. Op de stadskaart van Dienst der Publieke Werken uit 1921-1922, is het park met een centrale vijver ingetekend in een verder nog onbebouwde omgeving. Er was hier alleen bebouwing langs de Admiraal de Ruyterweg. De Jan van Galenstraat waaraan het park later zou komen te liggen kende toen ook alleen nog bebouwing op het kruispunt met de Admiraal de Ruyterweg. In het noorden en oosten sluit het park direct aan op wat later respectievelijk de Erasmusgracht en Admiralengracht zijn worden. Er waren toegangen vanaf een pleintje aan de Jan van Galenstraat / Vespuccistraat en de kade van de Erasmusgracht.
Vanaf 1926 werden definitievere plannen uitgevoerd. Er zou een park komen van circa 12 hectare. Door de crisis werd in 1927 in eerste instantie in het zuiden slechts 4 hectare aangelegd met een toegangsbrug vanaf de Jan van Galenstraat, de latere Desideriusbrug.
In 1931 werd nog geconstateerd dat het parkje er mooi maar enigszins verwaarloosd bij lag. In 1939 kreeg het zijn naam. Het park werd evenals de Erasmusgracht vernoemd naar de Nederlandse humanistische schrijver Desiderius Erasmus (1467-1536). Verdere aanleg werd onmogelijk gemaakt door de Tweede Wereldoorlog. Er gebeurde op houtroof na weinig in park; in 1950 is alleen nog het oorspronkelijke kwart van het park ingericht als park, daaromheen was agrarisch gebied met tuinderijen. In het oosten lag nog een modderige sloot (de latere Admiralengracht), die de grens vormt met de sportvelden van de Joos Banckersweg, ook in het noorden ligt een sloot (de latere Eramusgracht). Die sloten liggen dan nog op het polderpeil van de Sloterpolder.
In 1950 begon de gemeente met de verdere inrichting. Aan de oost- en noordkant werden ringdijken aangelegd en het waterpeil in beide sloten werd verhoogd. Voor de afwatering van het park werd de ringsloot, die al in het westen en zuiden lag compleet gemaakt, door een omringing van het gehele parkoppervlak, waarvan ongeveer 6 hectare overblijft (300 bij 200 meter). In 1952 kreeg het park haar definitieve plattegrond, al was de Admiralengracht nog niet doorgetrokken naar de Erasmusgracht. In 1959 was dat wel het geval en het park was werkgebied; alleen de contouren van het kleine deel waren nog zichtbaar; het was één grote vlakte.
In 1960-1961 vond de herinrichting van het parkoppervlak plaats; er kwamen velden en perken naar model van de schilderijen van Piet Mondriaan. Het park werd doorsneden met rechte paden met rechte hoeken. Een groot centraal grasveld werd omringd door boomaanplant. In Mondriaans schilderijen, en het park, is er harmonie tussen vlak, kleur en lijn. In het parkontwerp zocht de tuinarchitect naar harmonie in belijning van paden, bomen en gras. Als afronding van deze vernieuwing werden er in 1970 drie bruggen gebouwd, die het park beter bereikbaar maakten. Voorts verscheen er een beeld van Han Rädecker.
In 2000 kreeg het wederom een grote opknapbeurt. Centraal in het park werd het grote speel-/sportveld (met velddoelen) gehandhaafd, waarop men kan sporten, het wordt onder meer gebruikt door schoolkinderen, potjes voetbal en klasjes bootcamp en buiten-yoga). Hier omheen worden veel rondjes gelopen op een verhard pad (binnenring). Langs dit pad staan aan de noordzijde vrij te gebruiken fitnesstoestellen voor de nodige krachttraining en aan de zuidoostzijde zijn schaaktafels aanwezig om het brein aan te spreken.
De wandelpaden aan de noord- en oostzijde (walkanten van genoemde grachten) vormen in combinatie met de groen ingebedde paden langs de Mercatorstraat en Jan van Galenstraat de buitenring. In tegenstelling tot de rest van het park wordt deze 's nachts niet afgesloten. De wandelpaden aan de noord- en oostzijde (boulevard) zijn sinds 2009 uitgerust met groenkleurige energiebesparende straatverlichting (led). De zachtgroene kleur zou bovendien minder hinderlijk zijn voor dieren.
In de zuidwesthoek van het park, naast de speeltuin, ligt sinds 2011 een kleinschalige horecagelegenheid met terras. Verder kan (en mag) er in het park van 1 april tot 1 oktober op aangegeven plekken worden gebarbecued. Alleen in het Westerpark mag dat ook zonder vergunningsaanvraag of meldingsplicht. In de meeste Amsterdamse parken mag er helemaal niet worden gebarbecued.
In de zuidwesthoek ligt een speeltuin die in 2019 een grondige opknapbeurt kreeg, en waaraan toen diverse nieuwe speeltoestellen zijn toegevoegd.

## Water en bruggen
Door het laag gelegen maaiveld van het park ten opzichte van de omringende woonwijken is er het een apart poldertje. Het waterpeil moet dan ook door een gemaal geregeld worden. Over de ringvaart annex -vijver zijn drie bruggen ingepast die het Mondriaanbeeld versterken. De bruggen benadrukken de geschiedenis van het park:
- brug 396; de Desideriusbrug bij de Jan van Galenstraat dateert uit 1927 en is opgetrokken in de stijl van de Amsterdamse School; het uiterlijk ontwerp met de combinatie baksteen en graniet, is van de hand van Piet Kramer; de techniek werd verzorgd door de Dienst der Publieke Werken;
- bruggen 394 en 395 uit 1970, respectievelijk Lof der zotheidbrug (komend vanaf kade Erasmusgracht) en Geert Geertsenbrug (komend vanuit Hondsiusstraat / Mercatorstraat) zijn van beton, ontworpen door Dick Slebos, de opvolger van Piet Kramer.

Over het buitenwater (Admiralengracht en Erasmusgracht) liggen ook drie bruggen:
- de Vierwindstrekenbrug (brug 381) uit 1932 over de Admiralengracht, ontworpen door de eerder genoemde Piet Kramer in de stijl van Amsterdamse School;
- de Wil de Graaffbrug (brug 393) uit 1970 over de Erasmusgracht, een betonnen brug ontworpen door eerder genoemde Dick Slebos, maar rond 2000 vervangen;
- de Saïdja en Adindabrug (brug 162) uit 1928 over de Erasmusgracht, ontworpen door Piet Kramer in de stijl van de Amsterdamse School.

## Flora en fauna
Er zijn verschillende boomsoorten van uiteenlopende leeftijden en formaten in het Erasmuspark, maar alle van later dan 1960. Grofweg treft men aan de noordzijde langs de Erasmusgracht veel exemplaren aan van de soorten gewone es, veldesdoorn en zwarte els. Verspreid over het open speel-/ sportveld staan enkele grote Canadese populieren. Ten oosten van het open veld staan voornamelijk zomereiken en aan de boulevard langs de Admiralengracht is er een laanstructuur met drie rijen Hollandse lindes. Aan de zuidzijde van het open veld in het park zijn er twee laanopstellingen met twee rijen zilveresdoorn. De overgang naar de stad is aan de zuid- en westzijde d.m.v. een rij volwassen platanen langs de Mercatorstraat en de Jan van Galenstraat. Geen van de bomen behoort echter tot het monumentaal groen van de stad (gegevens november 2022).
Uit gemeentelijke inventarisatie blijkt dat er diverse broedvogels in het Erasmuspark voorkomen, waaronder boomkruiper, roodborst, zwartkop, zwarte kraai, vink, tjiftjaf, winterkoning, koolmees, pimpelmees, staartmees, kuifeend, waterhoen, nijlgans en halsbandparkiet.
Apart is nog te noemen het kunstproject The miracle garden uit 2017 van kunstenaar Elspeth Diederix; het is een natuurlijk kunstwerk, dat groeit en vernieuwt aan de hand van seizoenen. 

## Kunst
Er is naast genoemd natuurlijk kunstobject ook klassiek beeldhouwwerk te vinden ín het park:
- in het speelveld staat aan de noordoostrand het beeld Leda en de zwaan van Han Rädecker; uit 1970. Het was lange tijd het enige kunstwerk in het park;
- rond 2000 kreeg het gezelschap van de Terreinplastiek van Renze Hettema, geplaatst in een zuidelijk speelveld;
- rond 2013 kwam daarbij het Monument voor een verzonken stad van Berend Peter;
- van onbekende datum en ontwerper zijn een kubusvormige thermometer en klok aan de zuidrand van het speelveld;
- graffitiachtige muurschilderingen op horeca-etablissement.

In de periferie van het park op de dijklichamen zijn uitingen te vinden van meer figuurlijke kunst:
- Hond; het bronzen hondje van Linda van Boven nabij de uitgang Erasmusgracht richting Hoofdweg;
- Orso; een grote ijsbeer van Simona Vergani, nabij de Wil de Graaffbrug;
- Tijger en IJsbeer van Jan Trapman zijn te vinden in de toegang met trap tussen Jan van Galenstraat naar het dijklichaam van de Admiralengracht;
- een telefonerende (Amerikaanse) hoekman/beurshandelaar met bolhoed en aktetas geflankeerd door een kantoor, handelskoersen en twee auto's, staande voor het Westen van Hildo Krop staat op het noordwestelijk landhoofd van de Vierwindstrekenbrug, alwaar een afrit leidt naar datzelfde dijklichaam; die brug staat bekend om het vele beeldhouwwerk rondom.

Architectonische kunst is er in zowel de Vierwindstrekenbrug (gemeentelijk monument) als de Desideriusbrug, en in het Gemaal Mercatorstraat (zuidwestelijk buiten het park); alle drie opgetrokken in de stijl van de Amsterdamse School.

## Afbeeldingen

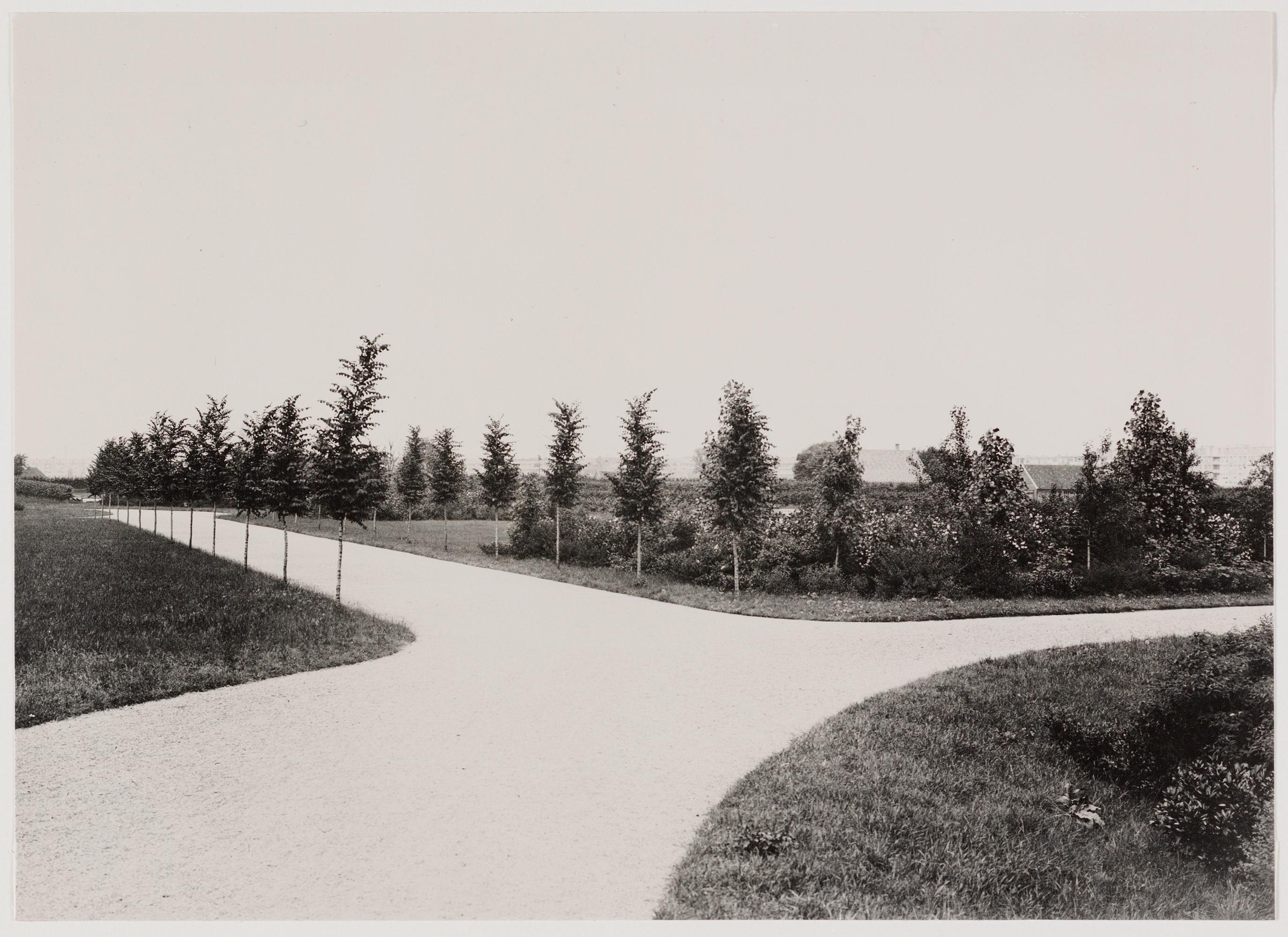
Erasmuspark in de jaren ’30.
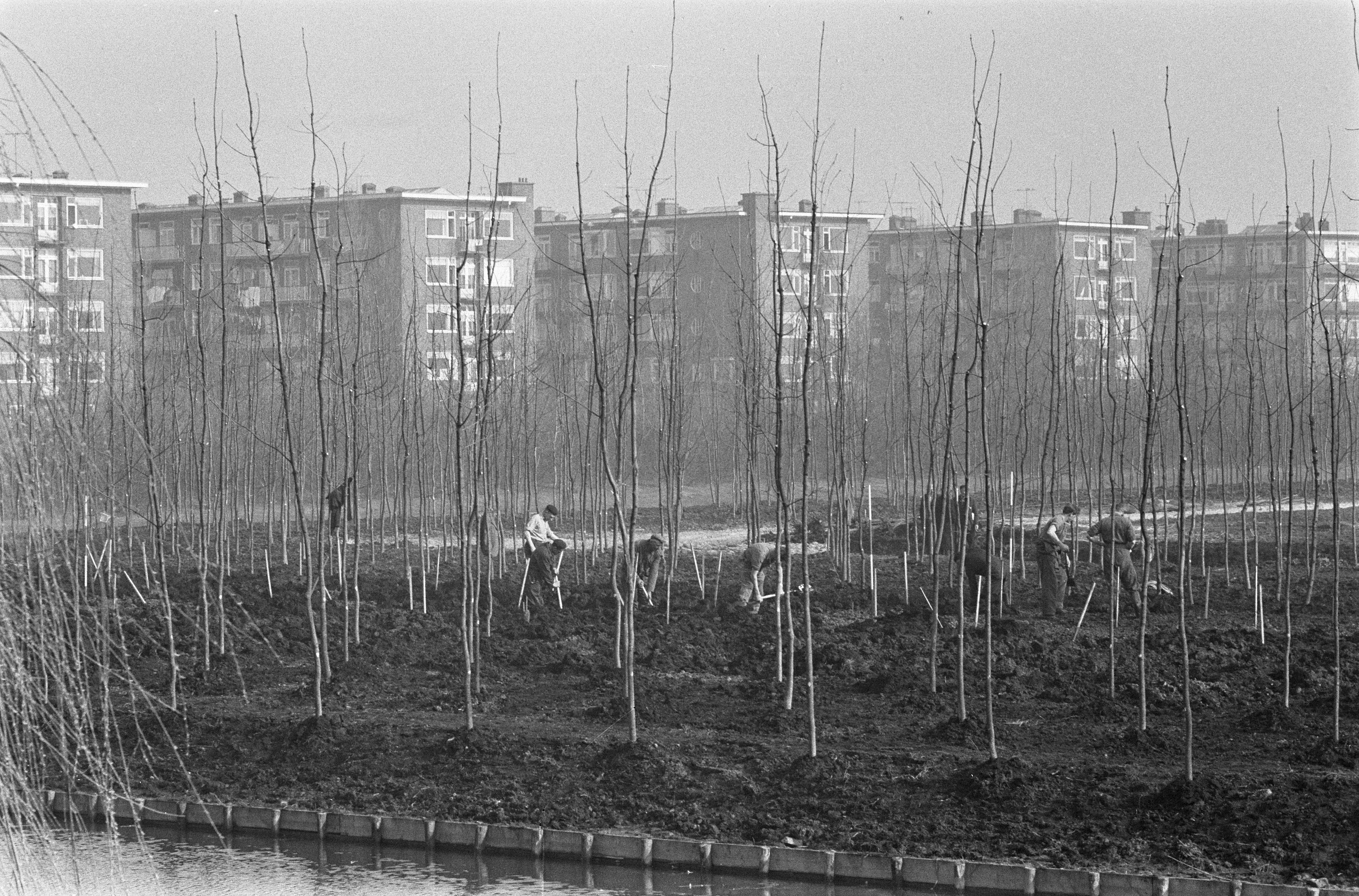
Aanplant in 1961.
Ijsbeer van Trapman (maart 2013).
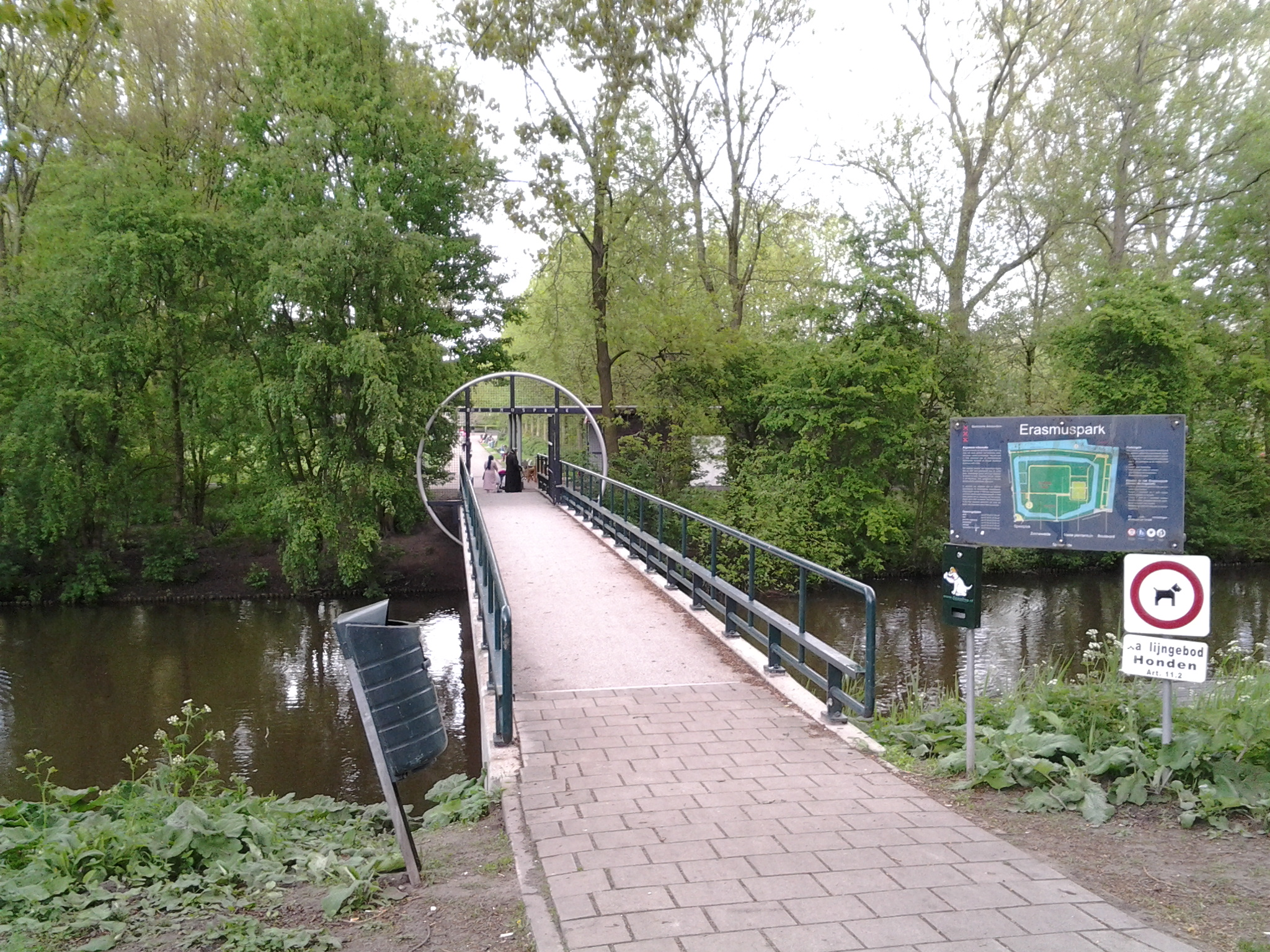
Toegangspoort op de Geert Geertsenbrug (mei 2013).
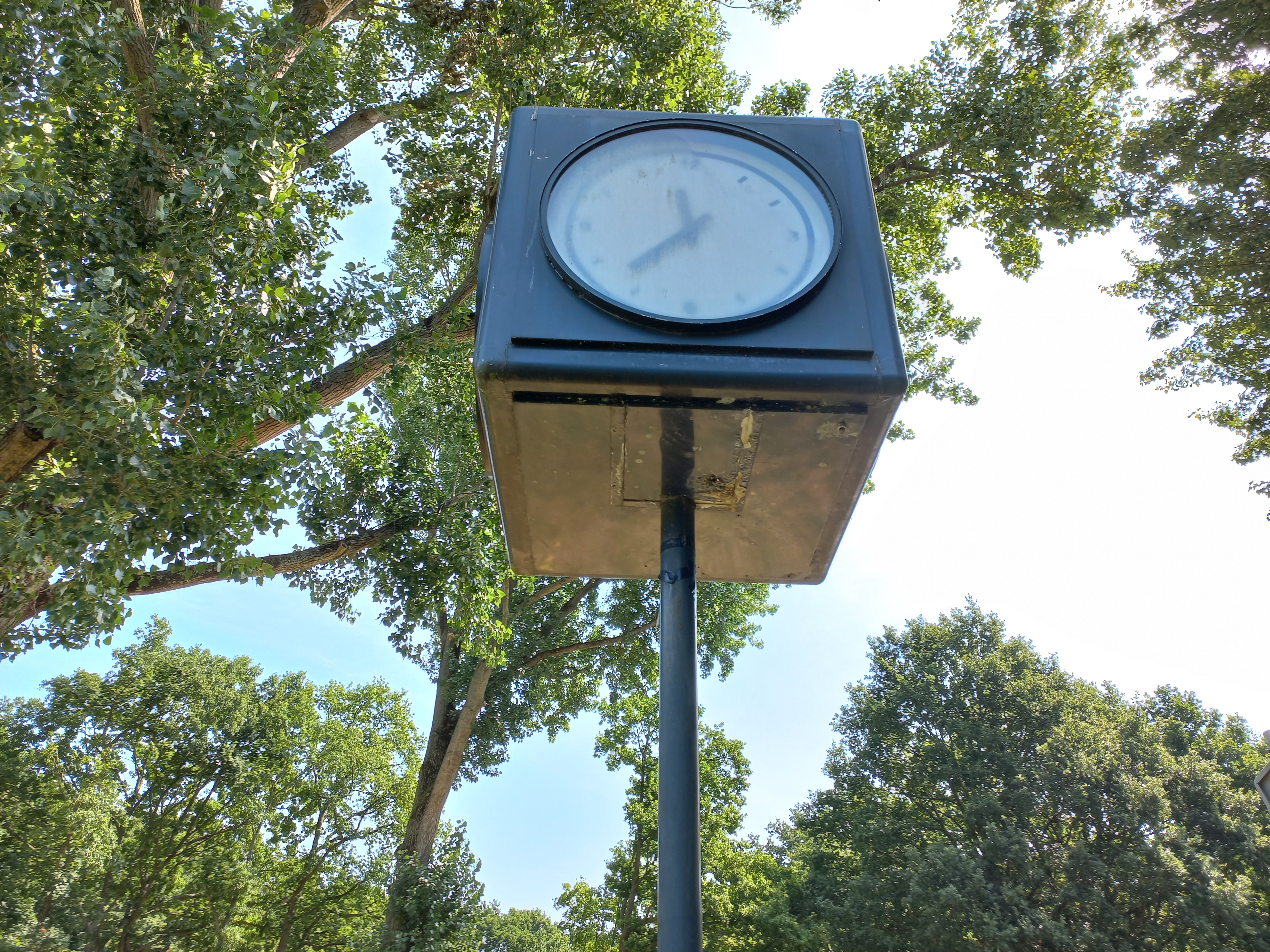
Klok Erasmuspark (juli 2022).
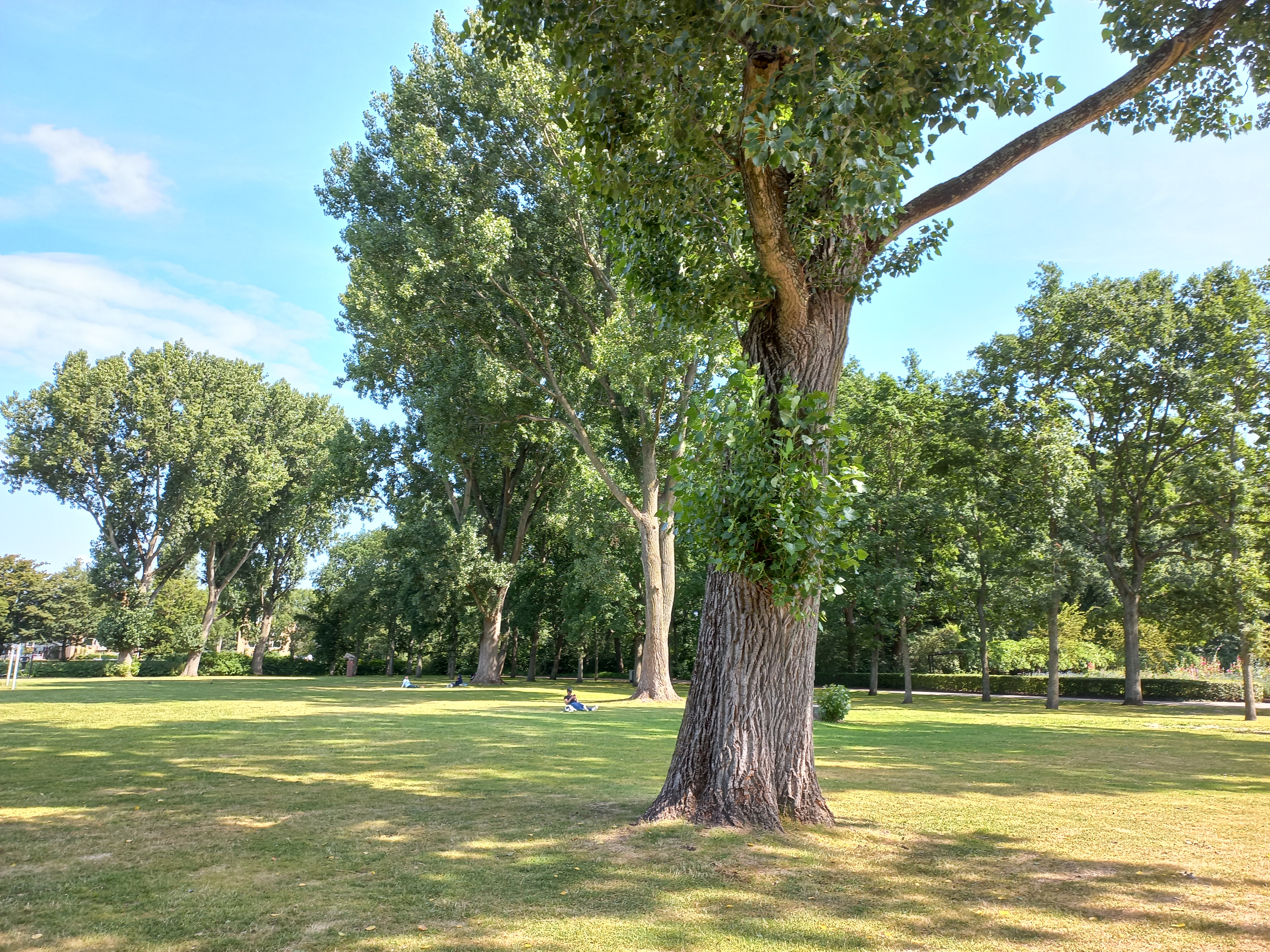
Bomen in speeldveld (juli 2022).
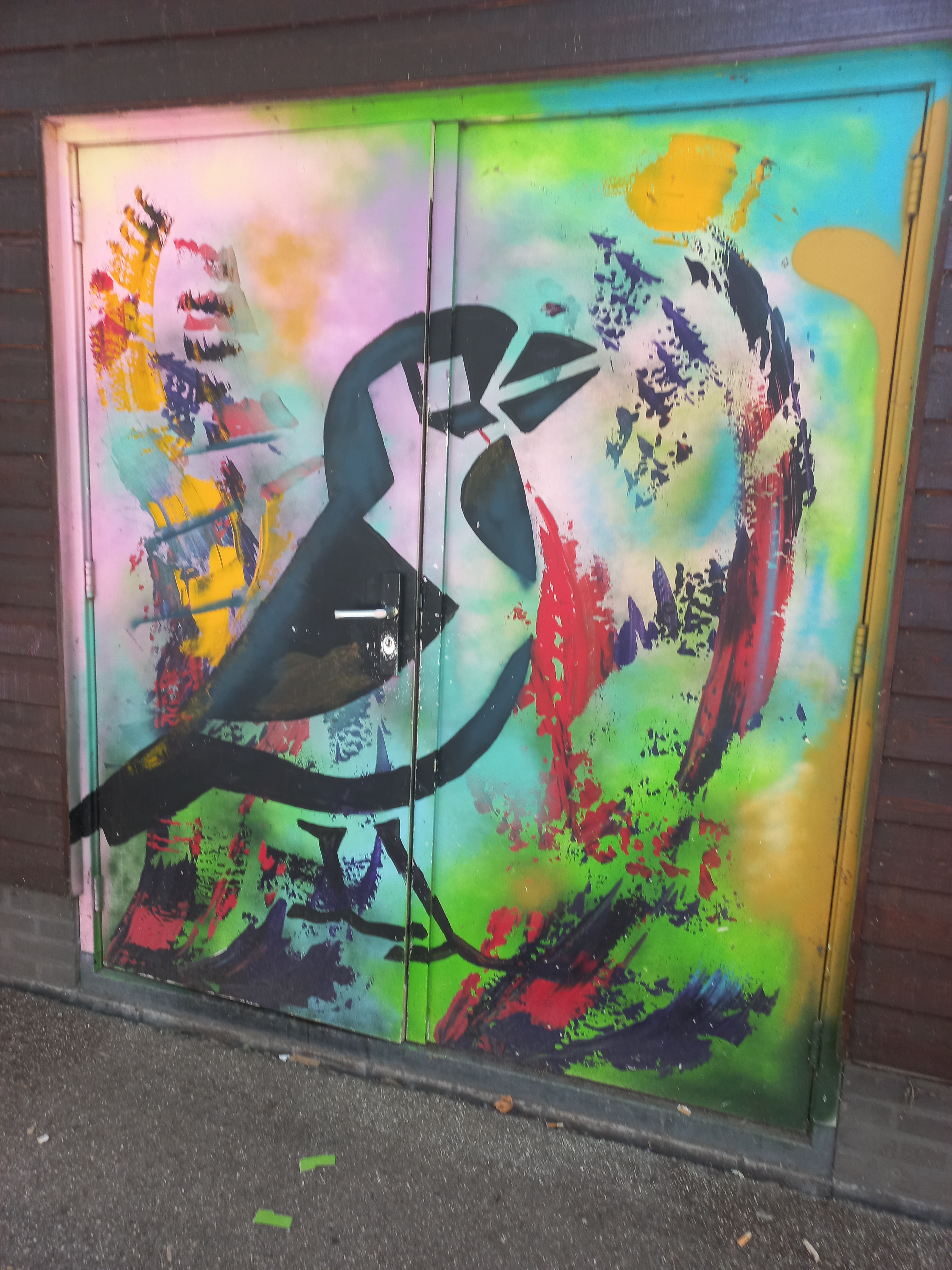
Muurschildering (juli 2022).